# Philippe II de Hesse-Rheinfels
Philippe II, surnommé « le Jeune » (der Jüngere), est né le 22 avril 1541 à Marbourg et mort le 20 novembre 1583 au château de Rheinfels. Il est landgrave de Hesse-Rheinfels de 1567 à sa mort.

## Biographie
Philippe II est le troisième fils du landgrave Philippe Ier de Hesse et de son épouse Christine de Saxe. À la mort de Philippe Ier, ses quatre fils se partagent le landgraviat de Hesse, et Philippe II obtient la Hesse-Rheinfels, autour du château de Rheinfels.
En 1569, il épouse Anne-Élisabeth (1549-1609), fille de Frédéric III du Palatinat. Il meurt en 1583 et est inhumé en l'église de Sankt Goar. Comme il ne laisse pas d'enfants, ses terres sont partagées entre ses trois frères : Guillaume IV de Hesse-Cassel obtient la majeure partie du Katzenelnbogen, Louis IV de Hesse-Marbourg obtient Lissberg, Ulrichstein et la seigneurie d'Itter, et Georges Ier de Hesse-Darmstadt obtient Schotten, Dornfels et Hombourg.